# Qaanaaq
Qaanaaq (även kallad ”Nya Thule”) är en ort i kommunen Qaasuitsup på Grönland. Byn är världens näst nordligaste efter Longyearbyen och har en tillhörande by, Siorapaluk cirka fem mil norrut. Qaanaaq hade 656 invånare 2013 och var tidigare huvudort i Qaanaaqs kommun och i amtet Nordgrønland.
Qaanaaq Museum ligger i Knud Rasmussens tidigare bostadshus, som flyttats från Gamla Thule.
Den amerikanska flygbasen Thule Air Base ligger cirka 130 kilometer söderut, vid Pituffik. 

## Gamla Thule
Invånarna i gamla Thule (Uummannaq) som låg i närheten av den amerikanska flygbasen tvångsförflyttades 1953 till Qaanaaq i samband med etableringen av flygbasen.

## Byar
- Savissivik
- Mourisaq
- Qeqertat
- Siorapaluk
- Herbert Ø
- Pituffik